# محمدتقی شریعت
محمدتقی شریعت سیاست‌مدار ایرانی بود، که در دوره بیست و چهارم مجلس شورای ملی به عنوان نماینده گناباد از استان خراسان در مجلس شورای ملی حضور داشت.